# Comuna Scorțoasa, Buzău
Scorțoasa (în trecut, Policiori) este o comună în județul Buzău, Muntenia, România, formată din satele Balta Tocila, Beciu, Dâlma, Deleni, Golu Grabicina, Grabicina de Jos, Grabicina de Sus, Gura Văii, Plopeasa, Policiori și Scorțoasa (reședința).

## Așezare
Comuna se află în depresiunea Policiori din valea râului Sărățel, și pe raza ei se află o parte din rezervația Vulcanii Noroioși. Ea este traversată de șoseaua județeană DJ102F care o leagă de Berca (și DN10) la sud și de Mânzălești la nord, constituind rută de acces către Vulcanii Noroioși de la Berca și Scorțoasa.

## Demografie
Componența etnică a comunei Scorțoasa
     Români (90,86%)
     Romi (1,88%)
     Alte etnii (0%)
     Necunoscută (7,26%)
Componența confesională a comunei Scorțoasa
     Ortodocși (91,88%)
     Alte religii (0,65%)
     Necunoscută (7,46%)
Conform recensământului efectuat în 2021, populația comunei Scorțoasa se ridică la 2.452 de locuitori, în scădere față de recensământul anterior din 2011, când fuseseră înregistrați 3.076 de locuitori. Majoritatea locuitorilor sunt români (90,86%), cu o minoritate de romi (1,88%), iar pentru 7,26% nu se cunoaște apartenența etnică. Din punct de vedere confesional, majoritatea locuitorilor sunt ortodocși (91,88%), iar pentru 7,46% nu se cunoaște apartenența confesională.

## Politică și administrație
Comuna Scorțoasa este administrată de un primar și un consiliu local compus din 11 consilieri. Primarul, Vasile Săcuiu[*], de la Partidul Social Democrat, este în funcție din octombrie 2020. Începând cu alegerile locale din 2024, consiliul local are următoarea componență pe partide politice:
|  | Partid                          | Consilieri | Componența Consiliului | Componența Consiliului | Componența Consiliului | Componența Consiliului | Componența Consiliului | Componența Consiliului |
|  | ------------------------------- | ---------- | ---------------------- | ---------------------- | ---------------------- | ---------------------- | ---------------------- | ---------------------- |
|  | Partidul Social Democrat        | 6          |                        |                        |                        |                        |                        |                        |
|  | Partidul Național Liberal       | 4          |                        |                        |                        |                        |                        |                        |
|  | Alianța pentru Unirea Românilor | 1          |                        |                        |                        |                        |                        |                        |

## Istorie
La sfârșitul secolului al XIX-lea, comuna purta numele de Policiori, făcea parte din plaiul Pârscov al județului Buzău și avea în componență cătunele Gura Văii, Plopeasa de Jos, Plopeasa de Sus, Policiori, Scorțoasa și Valea Dragomirului, având în total 1710 locuitori ce trăiau în 411 case. În comuna Policiori funcționau o școală cu 45 de elevi și 6 biserici ortodoxe. Pe teritoriul actual al comunei Scorțoasa mai funcționau atunci, în aceeași plasă, și comunele Beciu și Grabicina. Comuna Beciu era formată din cătunele Băligoși, Beciu, Schitu și Tocila, cu o populație totală de 860 de locuitori. În comuna Beciu erau atunci două biserici, în cătunele Beciu și Băligoși. Comuna Grabicina avea tot 860 de locuitori, în 236 de case în satele Grabicina de Jos și Grabicina de Sus (din care 520 de locuitori și 154 de case în satul de reședință, Grabicina de Jos). În cele două sate funcționau 2 biserici.
În 1925, cele trei comune se regăseau în plasa Sărățelu. Satul Schitu trecuse de la comuna Beciu la comuna Policiori. Cele trei comune aveau respectiv 1180 de locuitori (comuna Beciu), 1132 (comuna Grabicina) și 3018 (comuna Policiori). Satele comunei Policiori sunt consemnate atunci cu denumirile: Dâlma, Gura Văii, Pleopeasa de Jos, Pleopeasa de Sus, Policiori, Schitu, Scorțoasa și Valea lui Dragomir.
În 1950, comunele au fost incluse în raionul Cărpiniștea (ulterior Beceni) al regiunii Buzău și apoi (după 1952) în raionul Buzău al regiunii Ploiești. Comuna Beciu a fost la un moment dat desființată și inclusă în comuna Policiori; în 1968, comunele Beciu și Grabicina au fost desființate și incluse în comuna Scorțoasa (care fusese astfel denumită după noua sa reședință), comună revenită la județul Buzău.

## Monumente istorice
Două obiective din comuna Scorțoasa sunt incluse în lista monumentelor istorice din județul Buzău ca monumente de interes local. Unul este clasificat ca sit arheologic și este reprezentat de o așezare aparținând culturii Monteoru din Epoca Bronzului (mileniile al III-le–al II-lea î.e.n.) și situat lângă satul Dâlma, în zona unui fost pichet de grăniceri de pe frontiera austro-ungară a României. Celălalt este moara Palcău din același sat Dâlma, datând de la 1900 și fiind clasificată ca monument de arhitectură.

## Personalități născute aici
- Adrian Fetecău (n. 1957), actor.